# Hiawatha Service
L'Hiawatha Service ou L'Hiawatha est un train exploité par Amtrak le long de la rive ouest du lac Michigan entre Chicago et Milwaukee via Glenview, Strutevant et l'Aéroport international de Milwaukee. Ce nom fut historiquement utilisé par plusieurs trains partant du Midwest et se dirigeant vers l'océan Pacifique. À partir de 2007, il y a 7 allers-retours quotidiens entre Chicago et Milwaukee sauf le samedi où il n'y en a que 6. Cette ligne est partiellement financée par les États du Wisconsin et de l'Illinois.
L'Hiawatha Service a transporté plus de 800 000 passagers durant l'année 2011 soit 4,7 % de plus qu'en 2010. Sur cette année, ce train a rapporté 14 953 873 dollars, soit 6,1 % de plus que l'année précédente. La fréquentation a régulièrement augmenté depuis 2013 permettant à l'Hiawatha Service d'être le train le plus fréquenté du Midwest et le neuvième le plus fréquenté du réseau Amtrak. La fréquentation au kilomètre de ce train est également très élevée est et seulement dépassée par le Northeast Regional et le Capitol Corridor.
Le trajet entre Milwaukee et Chicago dure 1 h 30 alors que dans les années 1930, il ne fallait qu'une 1 h 15 à l’Hiwatha exploité à l'époque par la Chicago, Milwaukee, St. Paul and Pacific Railroad pour faire le même trajet.
L’Hiawatha Service est complété par un service de bus Amtrak permettant de relier Green bay, Appleton, Oshkosh et Fond du Lac à Milwaukee et Madison, Janesville et Rockford à Chicago.
L’Hiawatha Service est la plus petite route du réseau Amtrak et ce depuis le prolongement en 2019 de la New Haven–Springfield Shuttle.
Le 24 avril 2020, le service fut remplacé par des bus en raison de la pandémie de Covid-19

## Histoire

### Milwaukee Road

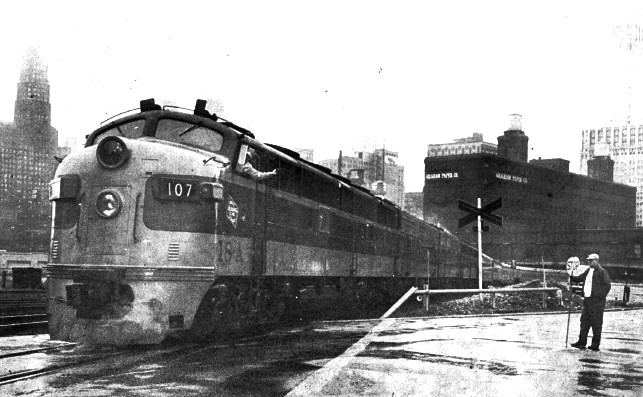
Un train Hiawatha en 1955

Historiquement, les Hiawathas opérés par la Chicago, Milwaukee, St. Paul and Pacific Railroad (aussi connu sous le nom de Milwaukee Road), et circulaient initialement entre Chicago et les Twin Cities à partir de 1935. En 1948, il y avait 5 routes qui portaient le nom Hiawatha : Chicago - Minneapolis-Saint Paul, Chicago - Omaha, Chicago - Wausau - Minocqua, Chicago - Ontanogan et Chicago - Minneapolis-Saint Paul - Seattle.
Les Hiawathas  étaient parmi les trains les plus rapides du monde durant les années 1930 et 1940 avec des vitesses de pointe importantes sur certains tronçons dans le but de concurrencer la Chicago and North Western Railway qui circulait sur des voies parallèles. Un service sans escale entre Chicago et Milwaukee prenait 90 minutes en 1930, puis 75 minutes, durée qui fera légion pendant plusieurs années. Une vitesse limite était fixée à 161 km/h (100 mi/h) mais elle était fréquemment dépassée par les équipes de conduite et ce jusqu'à l(Interstate Commerce Commission. La vitesse imposée était de 145 km/h (90 mi/h) au début des années 1950. Avec cette nouvelle vitesse, le train mettait 80 minutes à relier les deux villes. Un arrêt intermédiaire à Glenview a contribué à augmenter le temps de trajet. Finalement, la vitesse limite tombera à 127 km/h (79 mi/h) en 1968 à cause des changements dans la signalisation, ce qui permettra au temps de trajet de revenir à 90 minutes.

### Amtrak
Sous la direction d'Amtrak qui assure la plupart des services de transport ferroviaire de passager aux États-Unis à partir du 1er 1971, le nom Hiawatha va survivre sous 2 formes. La première fut le service Chicago - Milwaukee - Minneapolis, renommé dans un premier temps le Twin Cities Hiawatha, puis le North Coast Hiawatha lors de son prolongement à Seattle le 5 juin 1971. Ce service sera arrêté en 1979.
La seconde, le service Chicago -  Milwaukee fut conservé mais renommé l'Hiawatha Service plus tard, le 29 octobre 1972. À ce moment-là, les 2 noms : l'Hiawatha Service et l'Hiawatha  étaient utilisés simultanément. Le 15 juin 1976, Amtrak commencera à utiliser des rames de type Turbotrain (nommée Turboliner) et en profita pour renommer tous les trains utilisant des rames Turbotrain Turboliner. Ce nom perdurera jusqu'au 26 octobre 1980, quand Amtrak introduira de nouveaux noms pour chacun des trains : le Badger, le LaSalle, le  Nicollet, et le Radisson. Tous ses noms seront supprimés le 29 octobre 1989 avec la mise en place d'un nom commun à tous les trains circulant entre Chicago et Milwaukee : l'Hiawatha Service.
Un projet de resurfaçage d'une partie de l'Interstate 94 a mené à une expérimentation de 3 mois visant à prolonger l'Hiawatha Service à l'est de Milwaukee vers Watertown avec des arrêts intermédiaires à Wauwatosa, Elm Grove, Pewaukee et Oconomowoc. Cette essai commença le 13 avril 1998 avec 4 allers-retours par jour. Le propriétaire des voies, la Canadien Pacifique estima alors qu'il faudrait un investissement entre 15 et 33 millions de dollars si Amtrak souhaitait étendre le service de manière permanente. L'argent n'a pas été versé et le service a pris fin le 11 juillet 1998. L'essai de trois mois a coûté 1,4 million de dollars et transporté 32 000 passagers.

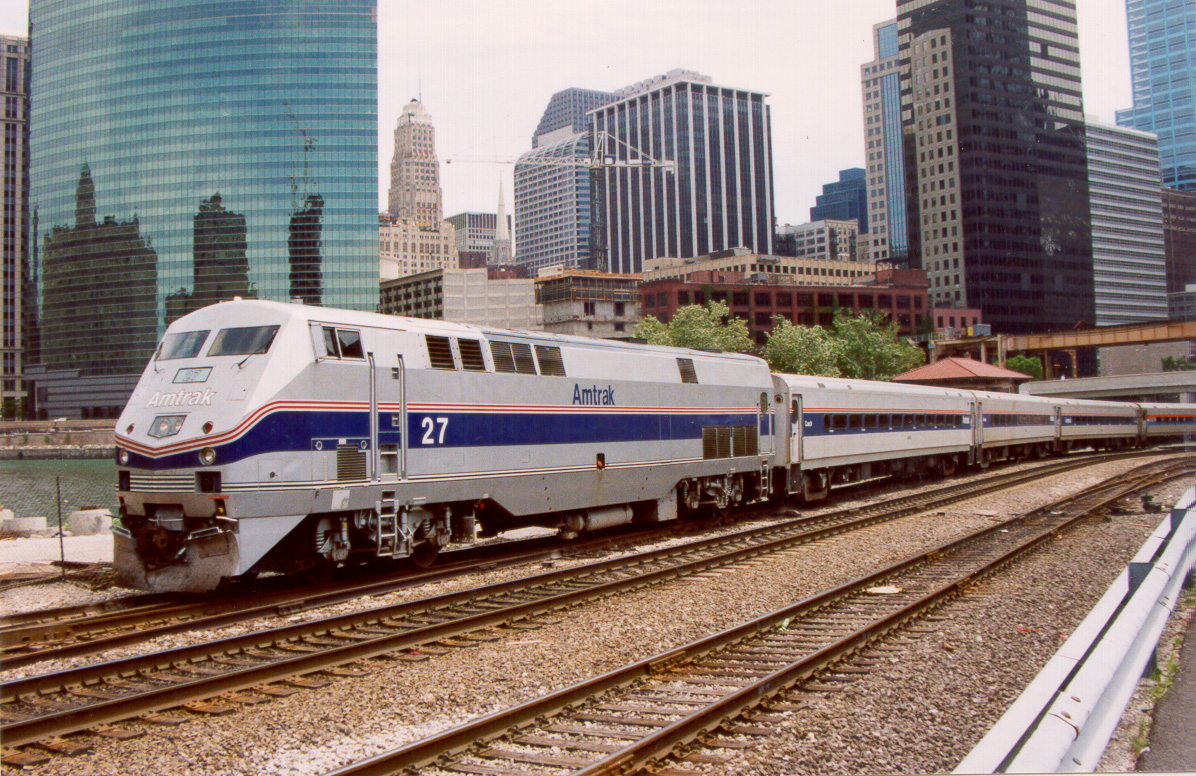
Un train Hiawatha à la sortie de la gare de Chicago en septembre 2001

Entre 2000 et 2001, Amtrak a envisagé de prolonger un aller-retour journalier de l'Hiawatha Service vers Fond du Lac à 113 km au nord de Milwaukee avec des arrêts à Elm Grove, Brookfield, Slinger et Lomira. Le temps de trajet est estimé à environ deux heures. Amtrak espérait attirer des voyageurs d'affaire ainsi que des touristes ce qui entrait dans le cadre de son projet d'augmentation de la taille de son réseau. L'idée fut abandonnée en septembre 2001.
En 2005, une nouvelle station a ouvert sur la ligne, la gare de l'aéroport de Milwaukee desservant l'Aéroport international General Mitchell de Milwaukee. Cette nouvelle station a pour but de faciliter les déplacements entre l'aéroport et le centre-ville. Elle permet aussi aux personnes habitant au sud de Milwaukee d'avoir un accès plus facile à l’aéroport. La station fut largement financée par le département des transports de l'État du Wisconsin.
Une proposition voudrait que l'Hiawatha Service, avec l'Empire Builder, décale situé à Glenview plus au nord de la station actuelle. Cette décision éliminerait les longs arrêts en gare qui bloquent la circulation sur les rues avoisinantes. Cette décision impliquerait la reconstruction d'une station au nord de Glenview pour gérer le trafic, et dépend donc de l'engagements de Glenview, de l'Assemblée générale de l'Illinois et de Metra.
Cette route co-existe le tronçon est de l'Empire Builder, le train reliant Chicago à Portland et Seattle. L'Empire Builder s'arrête également à Glenview et Milwaukee mais les passagers ne peuvent pas voyager sur ce dernier entre Chicago, Glenview et Milwaukee, le train en direction de l'ouest ne faisant qu'embarquer des passagers et le train à destination de l'est ne faisant que débarquer des passagers.
Le service est suspendu le 24 avril 2020 en raison de la pandémie de Covid-19. Il est remplacé par un bus circulant entre Chicago et Milwaukee. Pour compenser la perte du service, l'Empire Builder a ajouté deux arrêts, un à Sturtevant et un à l'aéroport international de Milwaukee. Le train permet également les voyages locaux depuis cette date L'Hiawatha Service revenu sur les rails le 1er juin 2020 avec un seul aller-retour journalier comprenant un départ le matin pour Chicago pour un retour le soir à Milwaukee. Le service fut étendu le 29 juin à 3 allers-retours journalier en semaine et 2 le week-end. À la base, le train comprend des places à réservation obligatoire et d'autres sans réservation obligatoire. Cette pandémie a forcé Amtrak à obliger la réservation sur ce train pour maintenir la distanciation physique.

### Extension futures
En 2019, le Wisconsin a demandé une subvention de 8 milliards de dollars dans le cadre de l'American Recovery and Reinvestment Act of 2009 pour des projets ferroviaires. 823 millions de dollars seront alloués pour le corridor Chicago - Milwaukee - Minneapolis-Saint Paul dont 810 millions pour permettre d'étendre l'Hiawatha Service jusqu'à Madison qui n'a pas vu de service ferroviaire depuis 1971 et 12 millions pour améliorer la ligne entre Chicago et Milwaukee. Une enveloppe supplémentaire de 600 millions de dollars fut allouée pour étudier les possibilités d'améliorations du réseau de Chicago aux Twin Cities.
L'extension vers Madison devait inclure des arrêts intermédiaires à Brookfield, Oconomowoc et Watertown mais les villes de Oconomowoc et de Brookfield étaient réticentes à avancer les coûts de la construction d'une nouvelle gare. La future station à Oconomowoc fut abandonnée. Dans le cas de Brookfield, le département des transports du Wisconsin a préféré attendre les élections de novembre 2010 avant de prendre sa décision. Les villes d'Hartland et de Wauwatosa ont exprimé leurs intérêts pour accueillir une gare. Le prolongement devait entrer en service en 2013.
Le projet est devenu un enjeu lors de l'élection du Gouverneur du Wisconsin de 2010. Le candidat républicain Scott Walker a promis qu'il arrêterait le projet et qu'il rendrait l'argent que l'État avait reçu. Lorsqu'on lui a demandé s'il était possible de stopper le projet, Jim Doyle déclara :
« Il s'agit d'un système ferroviaire à grande vitesse inter-États aux États-Unis. Tout comme le réseau routier inter-États, c'est un système fédéral. [ … ] À moins de s'asseoir devant le gouvernement fédéral et de défier le gouvernement fédéral, je ne pense pas qu'il soit réaliste de dire que ce projet s'arrêterait. »
À la fin du mois d'octobre 2010, le gouverneur Jim Doyle et le gouvernement fédéral ont signé un accord obligeant le Wisconsin à dépenser les subventions fédérales pour construire la voie et ce quel que soit le résultat des élections de 2010. Cependant, le 4 novembre 2010 lorsque Scott Walker remporte les élections, Jim Doyle suspend les travaux et préfère laisser le choix au futur gouverneur d'exploiter ou non le prolongement.
Le 9 décembre 2010, le secrétaire aux Transports Ray LaHood a annoncé qu'une grande partie des 810 millions de dollars que le Wisconsin devait recevoir serait redistribuée à d'autres États dont la Californie, la Floride et l'État de Washington.
D'ici 2022, les trains actuellement utilisés seront remplacés par des Siemens Venture. Ces dernières auront également des postes de conduite à l'opposé de la locomotive pour permettre des demi-tours plus rapides. Des locomotives Siemens Charger entreront également en service pour remplacer les GE P42DC actuellement utilisées.

## Nombre de passagers transportés
|       | Nombre de passagers | Evolution | Revenue des billets | Evolution |
| ----- | ------------------- | --------- | ------------------- | --------- |
| 2007  | 595,336             |           | $10,230,272         |           |
| 2008  | 749,659             | 025.92%   | $13,138,765         | 028.43%   |
| 2009  | 738,231             | 01.52%    | $13,300,511         | 01.23%    |
| 2010  | 783,060             | 06.07%    | $14,092,803         | 05.96%    |
| 2011  | 819,493             | 04.65%    | $14,953,873         | 06.11%    |
| 2012  | 838,355             | 02.30%    | $15,963,261         | 06.75%    |
| 2013, | 778,469             | 07.14%    | $16,287,184         | 02.03%    |
| 2014  | 799,638             | 02.72%    | $16,794,044         | 03.10%    |
| 2015  | 799,271             | 00.05%    |                     |           |
| 2016  | 807,720             | 01.06%    |                     |           |
| 2017  | 829,000             | 02.63%    |                     |           |
| 2018  | 844,396             | 01.86%    |                     |           |

En raison principalement de la popularité de l'itinéraire, son terminus nord, la gare intermodale de Milwaukee, est la 18e station d'Amtrak la plus fréquentée du pays et la deuxième la plus fréquentée du Midwest.
Notes:
1. ↑  À partir de 2013, les chiffres ont été ajustés pour tenir compte des billets multi-trajets.

## Matériel roulant

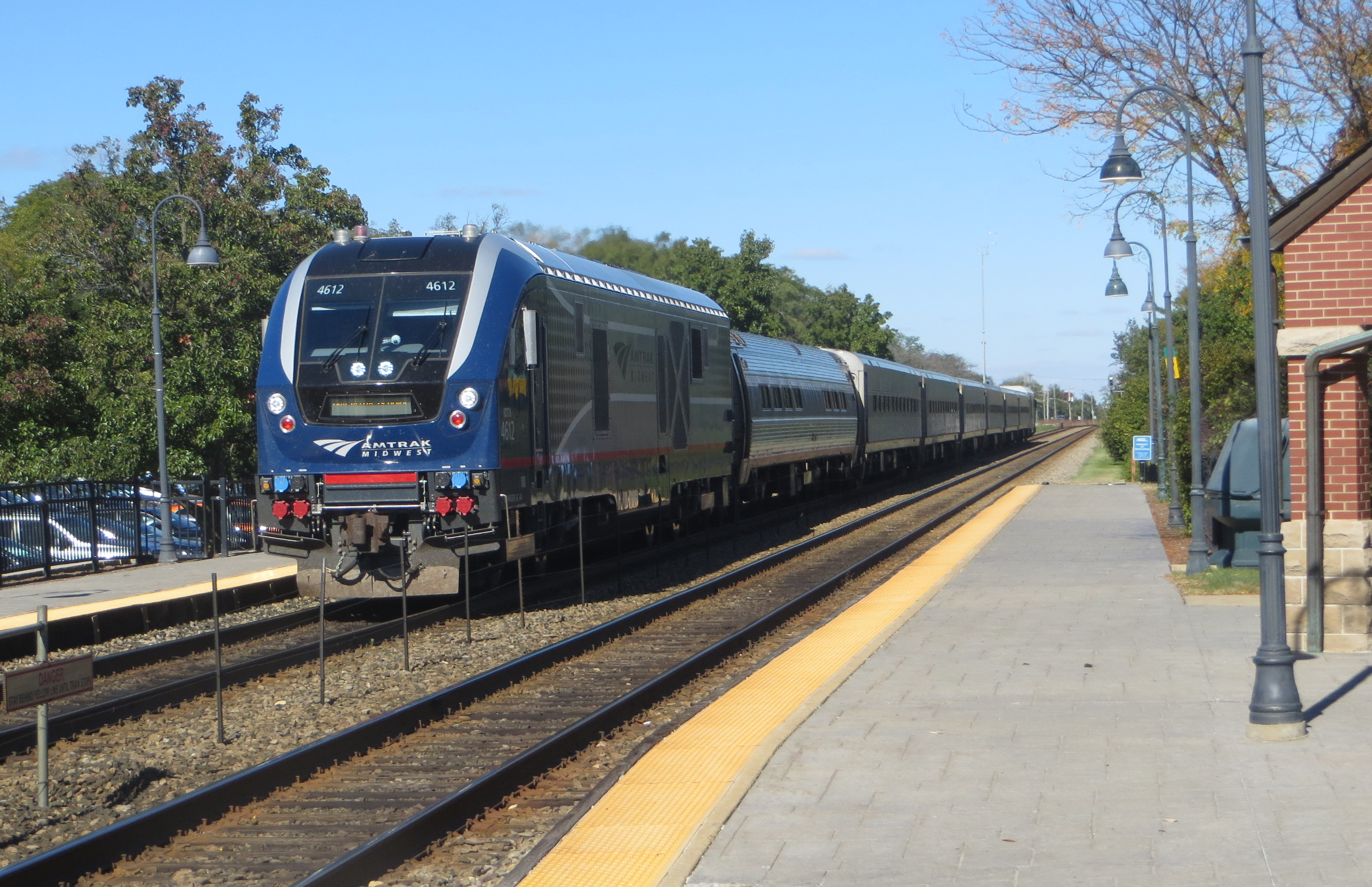
Un train Hiawatha en 2018 composée d'une locomotive Siemens SC-44, d'une voiture Amfleet et de voiture Horizon.

Deux rames suffisent pour exploiter le service. Un train Hiawatha service typique comprend une locomotive Siemens SC-44 assurant la traction d'un rame de 6 voitures de type Horizon possédant chacune 68 places assises. Les voitures situées aux extrémités du train sont considérées comme des "Voitures silencieuses" où des règles supplémentaires sont imposées comme la mise en mode silencieux du téléphone portable ou encore l'interdiction des conversations bruyantes. Durant les mois d'hiver, ces voitures "silencieuses" sont remplacées par des voitures de type Amfleet. À l'opposé de la locomotive, on trouve une ancienne locomotive EMD P40PH dont on a retiré la motorisation pour qu'elle puisse servir de cabine de conduite permettant de réduire la durée des demi-tours.
Le 17 juillet 2009, l’État du Wisconsin a annoncé qu'il achèterait deux nouvelles rames au constructeur espagnol Talgo en vue du service à une vitesse plus importante qui avait reçu un financement début 2010. Cependant, le gouverneur Scott Walker a annulé le projet. Talgo avait pourtant ouvert une usine à Milwaukee pour construire ses rames et espérait aussi construire des trains pour les lignes à grande vitesse futures de la région. Les deux rames ont été construites et ont été stockées dans l'ancienne usine de Talgo jusqu'en mai 2014, quand Amtrak les a déplacées vers son installation de maintenance près d'Indianapolis. Elles y resteront stockées en attendant leur utilisation éventuelle sur d'autres itinéraires Amtrak. Ces rames sont dotées de la technologie pendulaire, possèdent 14 voitures dont une cabine de conduite, 11 voitures voyageurs, une voiture bar et une voiture voyageurs ayant une zone de stockage de vélo. Les rames ont une livrée de couleur rouge et blanche en hommage à l'Université du Wisconsin. Ces rames devaient à l'origine être tractées par une locomotive GE Genesis pour une vitesse de pointe de 180 km/h.
En août 2019, la Federal Railroad Administration  a octroyé au département des transports du Wisconsin jusqu’à 25.2 millions de dollars pour renouveler le matériel roulant.

## Station desservies et correspondances
| Etat      | Ville      | Station                            | Correspondances |
| --------- | ---------- | ---------------------------------- | --- |
| Illinois  | Chicago    | Chicago Union Station              | Amtrak : Blue Water, Capitol Limited, Cardinal, Carl Sandburg, California Zephyr, City of New Orleans, Empire Builder, Hoosier State, Illini, Illinois Zephyr, Lake Shore Limited, Lincoln Service, Pere Marquette, Saluki, Southwest Chief, Texas Eagle, Wolverine, Bus Metra : North Central Service, Milwaukee District/North Line, Milwaukee District/West Line, BNSF Railway Line, Heritage Corridor, SouthWest Service Bus CTA : 1, 7, J14, 19, 20, 56, 60, 120, 121, 122, 123, 124, 125, 126, 128, 129, 130, 151, 156, 157, 192 Megabus : M1, M2, M3, M4, M5, M6, M7 |
| Illinois  | Glenview   | Glenview Amtrak station            | Amtrak : Empire Builder Metra : Milwaukee District/North Line Pace : 210, 422, 423 |
| Wisconsin | Sturtevant | Sturtevant Amtrak Station          | BUS : 7, 27 |
| Wisconsin | Milwaukee  | Milwaukee Airport Railroad Station | Navette pour Milwaukee Mitchell International Airport |
| Wisconsin | Milwaukee  | Milwaukee Intermodal Station       | Amtrak : Empire Builder The Hop Coach USA : Wisconsin Coach Lines Greyhound Lines Jefferson Lines Lamers Bus Lines Indian Trails MCTS : 12, 31, 57 |